# ファフサ
ファフサ (アラビア語: فحسة) は、イエメンのシチューである。ラムの平たい骨なし肉とラムの出汁から作られる。煮込んだ後にスパイスと“holba”（フェヌグリーク）が加えられる。